# Hofeji metró
A hofeji metró (egyszerűsített kínai írással: 合肥轨道交通,  pinjin: Héféi Guǐdào Jiāotōng) Kínában található Hofej városban és vonzáskörzetében. A metróhálózat hossza 2024 áprilisában 201,95 km, a metróvonalak száma 5 és az állomások száma 165 volt. Az első vonal 2016. december 26-án nyílt meg. Üzemeltetője a Hefei Urban Rail Transit Co., Ltd.

## Forgalom
Az utasforgalom az elmúlt években az alábbi módon változott:
| 2017 | 42 700 000  |
| 2019 | 179 820 000 |